# Bárbaro (classe de personagem)

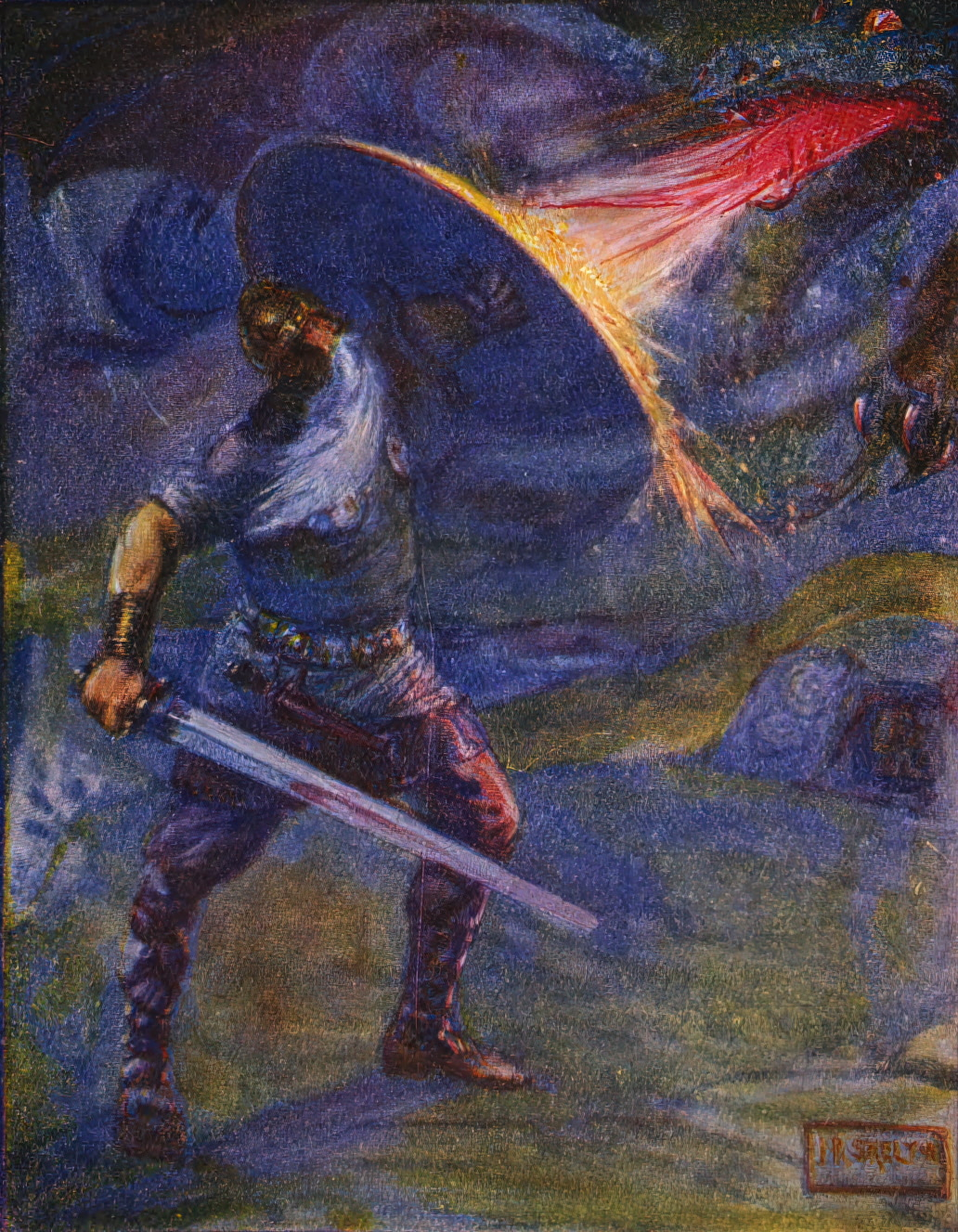
Os Bárbaros foram criados baseados em personagens como Beowulf.

Em jogos de RPG, o Bárbaro é uma classe de personagens típica de cenários de fantasia medieval, dentre os quais se destacam os jogos Dungeons & Dragons, também chamado de D&D e Pathfinder Roleplaying Game. Uma classe dá habilidades (ou perícias) exclusivas para o personagem de cada classe.

## Visão Geral

### Poder e Fúria
Bárbaros São guerreiros de origem selvagem, geralmente derivados de tribos bárbaras em regiões distantes. Justamente por sua distância da civilização, eles não tem refinamento algum em seu jeito de lutar, dando espaço ao uso de força bruta. Presumivelmente, também não são muito inteligentes.
Geralmente é dado aos bárbaros a capacidade de entrar em uma fúria bestial e selvagem, que os permite atacar mais violentamente e aguentar mais dano, em detrimento de sua própria segurança.
Bárbaros dão preferência a armas grandes, como machados ou espadas de duas mãos e, por causa das falta de evolução de seu meio, usam proteções de couro, isso quando usam alguma proteção. Por sempre estarem com pouca carga e estarem sempre andando, bárbaros tendem a aprender a andar mais rápido que uma pessoa comum.
Bárbaros podem ser bons ou maus. Bárbaros bons podem fazer parte de tribos pacíficas, enquanto bárbaros maus podem fazer parte de uma tribo de saqueadores.

## Origens Criativas
Um exemplo famoso de bárbaro, é Conan, um bárbaro andarilho, famoso nos filmes e quadrinhos. Riverwind da série de livros e cenário de campanha Dragonlance, onde os bárbaros são inspirados em indígenas norte-americanos.

## Características de Classe
A seguir temos uma noção geral das características e habilidades comuns da classe Bárbaro na maioria dos jogos de RPG.

### Lutador Primal
Pronto para o combate, assim como um guerreiro, o Bárbaro também pode assumir as funções de "Agressor" (Dano) e "Líder/Suporte" (Cura).